# Tshotlego Morama
Tshotlego Morama, née à Letlhakane le 2 février 1987, est une sprinteuse paralympique botswanaise. 
Aux jeux paralympiques d'été de 2004 à Athènes, elle remporte la médaille d'or au 400 mètres féminin dans la catégorie handicap T46 en établissant un nouveau record du monde avec un chrono de 55,99 . Elle reste la seule athlète féminine à avoir jamais représenté le Botswana aux jeux paralympiques.
Elle a également remporté la médaille d'or aux jeux africains de 2007, établissant un nouveau record africain au 200 mètres féminin. 
Elle devait encore représenter le Botswana aux jeux paralympiques d'été de 2008 à Pékin mais n'a finalement pas participé à la compétition pour cause de blessure.